# Amtliche Ortsverzeichnisse für Bayern
Die amtlichen Ortsverzeichnisse für Bayern wurden vom Königlich Bayerischen Statistischen Bureau bzw. vom Bayerischen Statistischen Landesamt herausgegeben.
Es ist hierbei zu unterscheiden zwischen dem Amtlichen Gemeindeverzeichnis für Bayern, das von 1858 bis 1987 erschienen ist und statistische Daten nur bis zur Gemeindeebene darbietet; dem Historischen Gemeindeverzeichnis, das die statistischen Ergebnisse von 1840 bis 1952 bis auf Gemeindeebene gebündelt darstellt, und dem Amtlichen Ortsverzeichnis für Bayern im eigentlichen Sinne mit neun Veröffentlichungen, die von 1877 bis 1991 erschienen sind und bis zur Ortsebene statistische Daten bietet.

## Vorgeschichte
Für das Herzogtum Bayern gaben 1644 Matthäus Merian der Ältere und Martin Zeiller die Topographia Bavariae heraus. Es sind nur größere Orte beschrieben, statistische Angaben fehlen weitgehend. Joseph von Hazzi veröffentlichte von 1801 bis 1808 das vierbändige Werk Statistische Aufschlüsse über das Herzogthum Baiern. Hier sind u. a. sämtliche Orte mit Angaben zum Ortstyp und der Zahl der Anwesen erwähnt.
Das erste Ortsverzeichnis für das Königreich Bayern entstand im Auftrag von Maximilian von Montgelas. Diese sogenannten Montgelaszählungen waren ein 430 Bände umfassendes Manuskript, das statistische Erhebungen aus den Jahren 1809/10, 1811/1812 und 1814/15 enthielt, u. a. Orte, Gebäude, Volkszahl (differenziert nach Geschlecht, Religion, Familienzahl, Kinderzahl), Geburten, Hochzeiten, Sterbefälle (differenziert nach Alter, Geschlecht und Todesursache), Mineralprodukte, Ernte, Viehbestand, Manufakturen und Fabriken, Zahl der Künstler, Handwerker, Kaufleute, Handel, Ein- und Auswanderungen, Verhaftungen, Gefängnisse, Krankenhäuser, Armenhäuser (jeweils mit Insassen), Gemeindefinanzen.
Vom königlich statistischen Bureau wurden 1840 und 1852 Kataster der Ortschaften, der Bevölkerung und der Gebäude erstellt. Dieses 25 Großfoliobände umfassende Verzeichnis listet bayerische Orte bzw. Ortschaften nach Regierungsbezirken (Kreisen), Polizeidistrikten und politischen Gemeinden geordnet auf. Dazu gibt es ausführliche Angaben zur topographischen Eigenschaft der Orte, zur Schul- und Pfarreizugehörigkeit, zur Bevölkerung nach Alter und Geschlecht, nach Familienverhältnissen, nach Konfessionszugehörigkeit, nach Berufs- und Erwerbszugehörigkeit sowie zum Gebäudebestand. Auch diese Kataster liegen nur als Manuskript vor.
Das erste gedruckte vollständige Ortsverzeichnis war das Topographische Lexicon vom Königreiche Bayern, das von Joseph Anton Eisenmann auf Eigeninitiative 1819/20 erstmals veröffentlicht wurde. Dieses Lexikon war lediglich eine alphabetische Liste sämtlicher Orte des Königreichs Bayern mit der Angabe des Ortstyps und der administrativen Zugehörigkeit. Zusammen mit Karl Friedrich Hohn wurde das Werk grundlegend überarbeitet (weitere Angaben zu Zahl der Einwohner und Wohngebäude, kirchliche Zugehörigkeit, ggf. Notizen zur Geschichte und Wirtschaft) und 1831/32 herausgegeben. Es befinden sich dort auch Lemmata zu Schlössern, Gebirgen, Waldgebieten und Gewässern. Es gibt allerdings keinen Aufschluss, zu welchem Zeitpunkt die statistischen Daten erhoben wurden.
Auf Eisenmann-Hohn basieren das Das Königreich Bayern, das 1840 von Max Siebert und das Topographische Lexicon des Königreiches Bayern, das 1863 von J. C. Ursprung herausgegeben wurde. Beide Werke lassen allerdings in der Regel kleinere Ortschaften und eine Vielzahl von Zusatzinformationen weg.
Auch das Geographisch-statistisch-historische Handbuch des Königreiches Bayern, das von Pleikard Stumpf 1852/53 ebenfalls auf Eigeninitiative herausgegeben wurde, ist unvollständig. An Orten werden in der Regel nur die Hauptorte der Gemeinden erwähnt, teilweise mit ausführlicher Geschichtsbeschreibung, jedoch nur mit spärlichen statistischen Angaben (Einwohner, Wohngebäude) unklaren Datums versehen. Das Werk bietet ausführliche Angaben zum Königreich Bayern, seinen Regierungsbezirken und Landgerichten. Auch in dem 1861 erschienenen Bavaria wurden nur fast ausschließlich Gemeinden berücksichtigt. Die  Einwohnerzahlen wurden von Pleikard Stumpf unverändert übernommen. Bei diesem 51-seitigen Werk fielen sämtliche Beschreibungen weg.
Das dritte vollständige Ortsverzeichnis war das Topographisch-statistische Handbuch des Königreichs Bayern, das 1867 erschien und auf den Ergebnissen der Volkszählung vom 3. Dezember 1861 basiert. Von der Systematik und der statistischen Beschreibung ist das Werk weitgehend identisch mit den amtlichen Ortsverzeichnissen des Statistischen Bureaus.

## Die Ausgaben des Bayerischen statistischen Amtes
Insgesamt wurden neun Ortsverzeichnisse veröffentlicht, die allesamt auf Volkszählungsergebnisse beruhen (den genauen Titel s. unten):
1. 1877 (Volkszählung 1. Dezember 1871, im Ortsregister Volkszählung 1. Dezember 1875)
2. 1888 (Volkszählung 1. Dezember 1885 = Beiträge[3] Nr. 54),
3. 1904 (Volkszählung 1. Dezember 1900 = Beiträge Nr. 65),
4. 1928 (Volkszählung 16. Juni 1925 = Beiträge Nr. 109),
5. 1952 (Volkszählung 13. September 1950 = Beiträge Nr. 169),
6. 1964 (Volkszählung 6. Juni 1961 = Beiträge Nr. 260),
7. 1973 (Volkszählung am 27. Mai 1970, Gebietsstand 1. Juli 1973 = Beiträge Nr. 335)
8. 1978 (Volkszählung am 27. Mai 1970, Gebietsstand 1. Mai 1978 – Abschluss der Gebietsreform in Bayern = Beiträge Nr. 380)
9. 1991 (Volkszählung 25. Mai 1987 = Beiträge Nr. 450).

Alle Werke haben einen systematischen und einen alphabetischen Teil.
Der systematische Teil folgt dem Aufbau: Regierungsbezirk → Bezirksämter (ab 1938 Landkreis) → Landgerichte (ab 1880 Amtsgericht) → Gemeinden → ggf. dazugehörige Ortschaften (ab 1952 Gemeindeteil genannt).
Die Regierungsbezirke erscheinen in der Reihenfolge Oberbayern, Niederbayern, Pfalz, Oberpfalz, Oberfranken, Mittelfranken, Unterfranken, Schwaben. In den jeweiligen Regierungsbezirken sind zuerst die kreisfreien Städte, dann die Bezirksämter (ab 1938 Landkreise) in alphabetischer Reihenfolge genannt. Die jeweiligen Abschnitte zu den Bezirksämtern gliedern sich nach den darin enthaltenen Landgerichten (ab 1880 Amtsgerichte). Diese Unterscheidung entfällt ab der Ausgabe von 1952. In diesen Abschnitten gehen Angaben zu den Verwaltungsorganen (Rentämter, Förstämter etc.) und eine Zusammenfassung der statistischen Eckdaten des Bezirks voran. Es folgt die alphabetische Auflistung der Gemeinden mit Angaben zu deren Ortsteilen und Ortstypen, der Einwohnerzahl, der Zahl der Wohngebäude (Wgb.) und der Gebietsfläche der Gemeinde.
Bei den Ortstypen wird in allen Werken unterschieden zwischen Einöde (E.), Weiler (W.), Gnotschaft, Dorf (D.), Kirchdorf (Kd.), Pfarrdorf (Pfd.), Markt (Mkt.) und Stadt (St.). Mit der Ausgabe von 1904 wurden viele Einöden nicht mehr aufgelistet. Zur Gebäudezahl haben die Ausgaben von 1973 und 1978 keinen Eintrag. Die Ausgabe von 1877 macht nur für die Gemeinde Angaben zur Zahl der Wohngebäude. Sie bietet aber darüber hinaus für Einzelorte wie für die Gemeinde Gesamtzahlen aller Gebäude (auch unbewohnte). Die Ausgabe von 1991 liefert zusätzliche Daten zur Zahl der Wohnungen. Angaben zur Gebietsfläche der Gemeinde gibt es in den Ausgaben von 1877, 1973 und 1978 nicht. Bis 1964 wird das Flächenmaß Hektar (ha) verwendet, in der Ausgabe von 1991 Quadratkilometer (km²).
Angaben zur Zugehörigkeit der einzelnen Orte bezüglich Kirch-, Schul- und Postsprengel mit den jeweiligen Entfernungen (in km) haben nur die Ausgaben von 1877 bis 1964, wobei jüdische Parochien unberücksichtigt blieben. In den Ausgaben von 1877 bis 1925 gibt es für die einzelnen Gemeinden zusätzliche statistische Daten zur konfessionellen Zugehörigkeit. Unterschieden wird zwischen katholisch (k.), protestantisch (pr., ab 1904 ev.), reformiert (Reform.), Mennonit (Menn.), israelisch (Isr.) und andere Konfession (a. C.). Angaben zum Viehbestand einer Gemeinde befinden sich nur in den Ausgaben 1877, 1888 und 1904. Als Viehtypen werden Pferd (P.), Rindvieh (Rv.), Schwein (Schw.) und Ziege (Z.) aufgelistet.
Im alphabetischen Teil werden sämtliche Orte aufgelistet mit Angabe des Ortstyps, der administrativen Zugehörigkeit (Bezirksamt bzw. Landkreis) und der Fundstelle im systematischen Teil. In den Ausgaben von 1973, 1978 und 1991 ist zusätzlich die Zugehörigkeit zur politischen Gemeinde und zum Regierungsbezirk angegeben.

## Kritische Bemerkungen
Der Stichtag der Erhebungen der statistischen Daten ist in allen Verzeichnissen uneinheitlich. Dies betrifft die Angaben zum Viehbestand, zur Schulzugehörigkeit, zum Gebietsstand der Gemeinde. Besonders bei Gemeindeauflösungen, Überweisungen von Ortsteilen an andere Gemeinden oder Überweisung von Gemeinden an andere administrative Einheiten führt das zu Problemen. Dies betrifft vor allem die Ausgabe von 1973, da es zu dieser Zeit durch die Gebietsreform in Bayern zu zahlreichen Umgemeindungen und Eingliederungen kam. Das statistische Material beruht auf den Ergebnissen der Volkszählung von 1970, während der Gebietsstand das Jahr 1972 ist. Dadurch fehlen Gemeinden, die zum Volkszählungsergebnis noch existiert hatten, während die statistischen Daten einer Gemeinde, wo es Zu- oder Abgänge gab, dadurch verzerrt werden.
Die Definition des Wohngebäudes hat sich mit der Ausgabe von 1904 geändert: Nicht mehr einberechnet wurden von da an die „bewohnten sonstigen Baulichkeiten“.
Die Grundlage für die Berechnung der Einwohnerzahl hat sich im Laufe der Zeit geändert: Von 1871 bis 1900 war die Grundlage die zum Stichtag der jeweiligen Volkszählung anwesende Bevölkerung (= „ortsanwesende Bevölkerung“), von 1925 bis 1970 war es der Hauptaufenthaltsort, der eine Anwesenheit zum Stichtag der Volkszählung nicht mehr voraussetzte (= „Wohnbevölkerung“) und 1987 war es der Hauptwohnsitz, bei denen Obdachlose nicht mehr mit gezählt werden (= „Personen mit Hauptwohnsitz“).
Die amtlichen Ortsverzeichnisse 1878 bis 1928 erklären nicht, nach welchen Kriterien die Unterscheidung zwischen den Ortstypen Dorf, Weiler und Einöde erfolgt ist. Eine Überprüfung führt zum Ergebnis, dass es keine genaue Definition gibt. Beispiele: Erlbach mit 14 Wohngebäuden wurde als Weiler klassifiziert, während Grüb mit zwölf Wohngebäuden als Dorf bezeichnet wurde. Köhlau und Witzmannsmühle haben beide fünf Wohngebäude. Dennoch wurde Köhlau als Einöde aufgelistet, während Witzmannsmühle als Weiler galt. Erst mit der Ausgabe von 1952 gilt der bis heute gültige Maßstab: Einöde (1–2 Wgb.), Weiler (3–9), Dorf (10–).
Die Entfernungsangaben wurden in der Ausgabe von 1877 mit einer Auflösung von 0,5 km angegeben. In der Ausgabe von 1888 wurden diese Angaben gelegentlich feiner angegeben, in der Regel wurden aber offensichtlich die alten Daten einfach nur übernommen. Auch in allen weiteren Ausgaben kam es nur selten zu weiteren Korrekturen gegenüber den Angaben der Ausgabe von 1877. Die Ortsverzeichnisse geben selber keinen Aufschluss darüber, ob sich die Entfernungsangaben auf die Wegstrecke oder auf die Luftlinie beziehen. Ein stichprobenweiser Abgleich der Daten mit der Bayerischen Uraufnahme ergibt eine deutlich höhere Korrelation der Entfernungsangaben mit Wegstrecken, deren Verlauf aus der Uraufnahme vermutet wird, als mit der Luftlinie.

## Veröffentlichungen
- Kgl. Statistisches Bureau (Hrsg.): Vollständiges Ortschaften-Verzeichniss des Königreichs Bayern. Nach Kreisen, Verwaltungsdistrikten, Gerichts-Sprengeln und Gemeinden unter Beifügung der Pfarrei-, Schul- und Postzugehörigkeit … mit einem alphabetischen General-Ortsregister enthaltend die Bevölkerung nach dem Ergebnisse der Volkszählung vom 1. Dezember 1875. München 1877, urn:nbn:de:bvb:12-bsb00052489-4 (Digitalisat).
- K. Bayer. Statistisches Bureau (Hrsg.): Ortschaften-Verzeichniss des Königreichs Bayern. Nach Regierungsbezirken, Verwaltungsdistrikten, … sodann mit einem alphabetischen Ortsregister unter Beifügung der Eigenschaft und des zuständigen Verwaltungsdistriktes für jede Ortschaft. LIV. Heft der Beiträge zur Statistik des Königreichs Bayern. München 1888 (Digitalisat).
- K. Bayer. Statistisches Bureau (Hrsg.): Ortschaften-Verzeichnis des Königreichs Bayern, mit alphabetischem Ortsregister. LXV. Heft der Beiträge zur Statistik des Königreichs Bayern (Volkszählung vom 1. Dezember 1900). München 1904 (Digitalisat).
- Bayerisches Statistisches Landesamt (Hrsg.): Ortschaften-Verzeichnis für den Freistaat Bayern nach der Volkszählung vom 16. Juni 1925 und dem Gebietsstand vom 1. Januar 1928. Heft 109 der Beiträge zur Statistik Bayerns. München 1928 (Digitalisat).
- Bayerisches Statistisches Landesamt (Hrsg.): Amtliches Ortsverzeichnis für Bayern – Bearbeitet auf Grund der Volkszählung vom 13. September 1950. Heft 169 der Beiträge zur Statistik Bayerns. München 1952, DNB 453660975 (Digitalisat).
- Bayerisches Statistisches Landesamt (Hrsg.): Amtliches Ortsverzeichnis für Bayern, Gebietsstand am 1. Oktober 1964 mit statistischen Angaben aus der Volkszählung 1961. Heft 260 der Beiträge zur Statistik Bayerns. München 1964, DNB 453660959 (Digitalisat).
- Bayerisches Statistisches Landesamt (Hrsg.): Amtliches Ortsverzeichnis für Bayern. Heft 335 der Beiträge zur Statistik Bayerns (Volkszählung vom 27. Mai 1970 und Berücksichtigung der Landkreisreform). München 1973, DNB 740801384 (Digitalisat).
- Bayerisches Statistisches Landesamt (Hrsg.): Amtliches Ortsverzeichnis für Bayern. Heft 380 der Beiträge zur Statistik Bayerns (Volkszählung vom 27. Mai 1970, Gebietsstand 1. Mai 1978). München 1978, DNB 790598426 (Digitalisat).
- Bayerisches Landesamt für Statistik und Datenverarbeitung (Hrsg.): Amtliches Ortsverzeichnis für Bayern, Gebietsstand: 25. Mai 1987. Heft 450 der Beiträge zur Statistik Bayerns. München November 1991, DNB 94240937X (Digitalisat).